# 雷恩敦 (印第安納州)
雷恩敦（英語：Raintown）是位於美國印地安納州亨德里克斯縣的一個非建制地區。該地的面積和人口皆未知。